# Quentin Merlin
Quentin Merlin (Nantes, 16 de mayo de 2002) es un futbolista francés que juega de defensa en el Stade Rennes F. C. de la Ligue 1.

## Primeros años
Nacido en Nantes, creció en Sainte-Marie-sur-Mer, en el seno de una familia de origen Méricourt. Futbolísticamente, se formó en Bretaña, entre las ciudades de Nantes y Pornic.

## Trayectoria

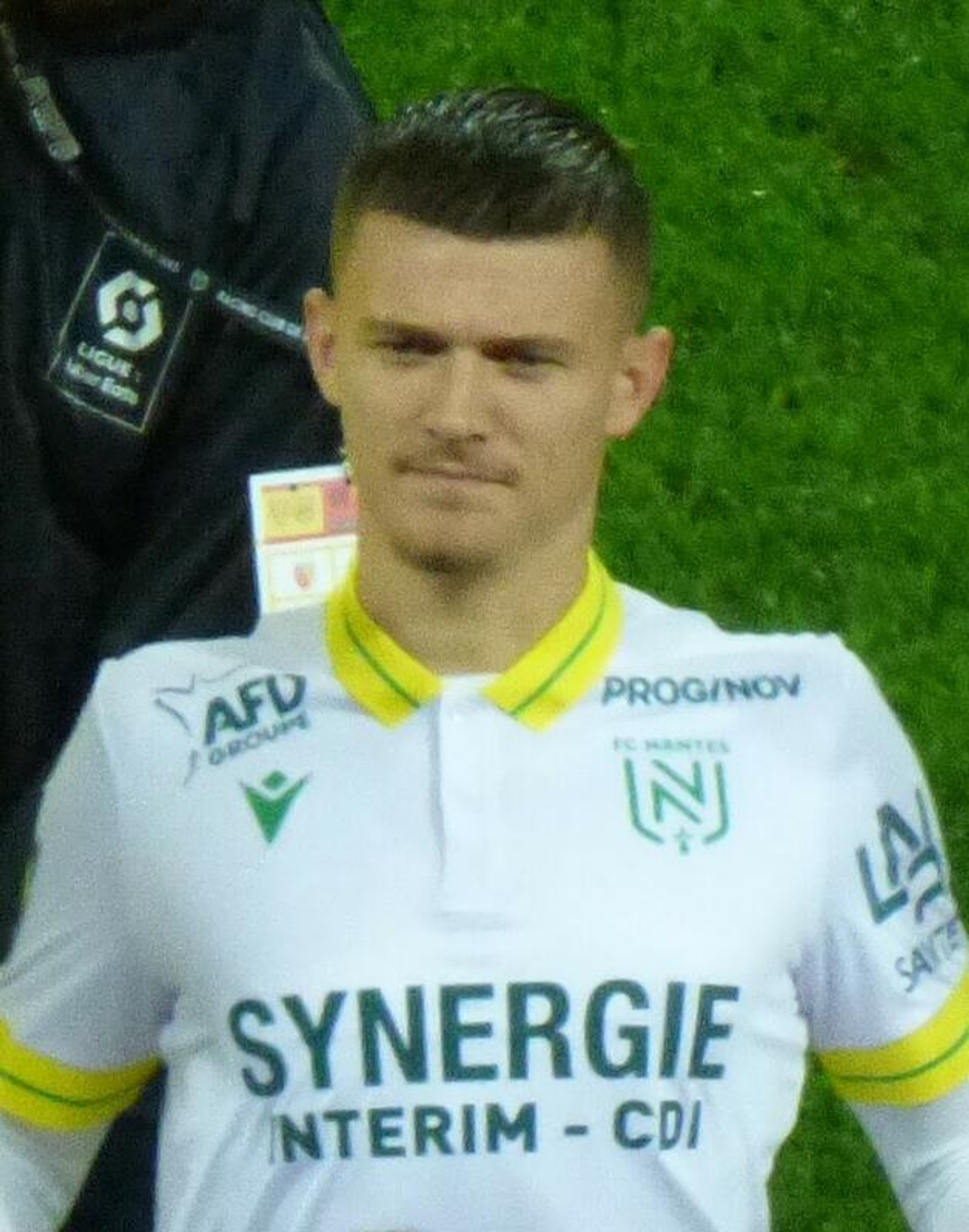
Merlin con el Nantes en 2024

En enero de 2021 fue seleccionado varias veces por el entrenador del F. C. Nantes, Raymond Domenech, en la plantilla del primer equipo. Finalmente debutó como profesional con el Nantes el 10 de febrero de 2021, sustituyendo en el descanso a Ludovic Blas en la derrota por 4-2 en la Copa de Francia ante el R. C. Lens.
El entrenador que lo seleccionó a para el partido no estaba en el banquillo cuando el joven jugador entró en el campo, ya que Domenech había dado positivo por COVID-19, y finalmente se enteró de que había sido despedido justo después del partido contra el Lens. Le sucedió en el cargo Antoine Kombouaré.
El 19 de marzo de 2021 firmó su primer contrato profesional con el Nantes. El 19 de febrero de 2022 marcó su primer gol en la victoria por 3-1 sobre el Paris Saint-Germain F. C.. Logró su primer título con el club al ganar la Copa de Francia.
El 26 de enero de 2024 se marchó al Olympique de Marsella de la Ligue 1, con un contrato hasta 2028. El traspaso al Nantes costó 12 millones de euros. En las postrimerías de la temporada 2023-24, formó parte del equipo que alcanzó las semifinales de la Liga Europa de la UEFA.
El 22 de julio de 2025 fichó por el Stade Rennes F. C. por cuatro temporadas.

## Selección nacional
Es internacional juvenil con Francia.

## Estadísticas

### Clubes
Actualizado al último partido disputado el 17 de mayo de 2025.
| Club                          | Div.          | Temporada     | Liga  | Liga  | Liga   | Copas nacionales | Copas nacionales | Copas nacionales | Copas internacionales | Copas internacionales | Copas internacionales | Total | Total | Total  |
| Club                          | Div.          | Temporada     | Part. | Goles | Asist. | Part.            | Goles            | Asist.           | Part.                 | Goles                 | Asist.                | Part. | Goles | Asist. |
| ----------------------------- | ------------- | ------------- | ----- | ----- | ------ | ---------------- | ---------------- | ---------------- | --------------------- | --------------------- | --------------------- | ----- | ----- | ------ |
| F. C. Nantes II Francia       | 5.ª           | 2020-21       | 7     | 0     | 0      | —                | —                | —                | —                     | —                     | —                     | 7     | 0     | 0      |
| F. C. Nantes II Francia       | 5.ª           | 2021-22       | 1     | 1     | 0      | —                | —                | —                | —                     | —                     | —                     | 1     | 1     | 0      |
| F. C. Nantes II Francia       | 5.ª           | 2022-23       | 2     | 0     | 0      | —                | —                | —                | —                     | —                     | —                     | 2     | 0     | 0      |
| F. C. Nantes II Francia       | Total club    | Total club    | 10    | 1     | 0      | 0                | 0                | 0                | 0                     | 0                     | 0                     | 10    | 1     | 0      |
| F. C. Nantes Francia          | 1.ª           | 2020-21       | 1     | 0     | 0      | 0                | 0                | 0                | —                     | —                     | —                     | 1     | 0     | 0      |
| F. C. Nantes Francia          | 1.ª           | 2021-22       | 28    | 2     | 3      | 5                | 0                | 0                | —                     | —                     | —                     | 33    | 2     | 3      |
| F. C. Nantes Francia          | 1.ª           | 2022-23       | 24    | 1     | 2      | 1                | 0                | 0                | 4                     | 0                     | 0                     | 29    | 1     | 2      |
| F. C. Nantes Francia          | 1.ª           | 2023-24       | 16    | 0     | 1      | 2                | 0                | 0                | —                     | —                     | —                     | 18    | 0     | 1      |
| F. C. Nantes Francia          | Total club    | Total club    | 69    | 3     | 6      | 8                | 0                | 0                | 4                     | 0                     | 0                     | 81    | 3     | 6      |
| Olympique de Marsella Francia | 1.ª           | 2023-24       | 10    | 0     | 1      | —                | —                | —                | 7                     | 0                     | 0                     | 17    | 0     | 1      |
| Olympique de Marsella Francia | 1.ª           | 2024-25       | 27    | 1     | 3      | 2                | 0                | 0                | —                     | —                     | —                     | 29    | 1     | 3      |
| Olympique de Marsella Francia | Total club    | Total club    | 37    | 1     | 4      | 2                | 0                | 0                | 7                     | 0                     | 0                     | 46    | 1     | 4      |
| Total carrera                 | Total carrera | Total carrera | 116   | 5     | 10     | 10               | 0                | 0                | 11                    | 0                     | 0                     | 137   | 5     | 10     |